# Franciskus av Paola
Franciskus av Paola, italienska Francesco di Paola, född 27 mars 1416 i Paola, Kalabrien, Italien, död 2 april 1507 på slottet Plessis-lez-Tours, La Riche, Frankrike, var en italiensk eremit och grundare av minimerorden. Franciskus av Paola vördas som helgon inom Romersk-katolska kyrkan. Hans minnesdag firas den 2 april.

## Biografi
Vid fjorton års ålder bestämde sig Franciskus för att bli eremit och bosatte sig vid staden Paolas kust. Efter sju år blev hans eremitbostad upptäckt av några jägare, och med tiden anslöt sig flera lärjungar till Franciskus. Kommuniteten växte och Franciskus grundade en orden som han benämnde minimi – "de minsta". Han betonade de traditionella munklöftena kyskhet, fattigdom och lydnad samt särskilt även fastan. Orden godkändes officiellt 1474 av påven Sixtus IV.
Påve Sixtus IV sände 1482 Franciskus till Frankrike med syfte att besöka den döende kungen Ludvig XI på slottet Plessis-lez-Tours. Franciskus var med kungen när denne avled och övertalades av dennes efterträdare, Karl VIII, att stanna vid det franska hovet som rådgivare i andliga frågor. Även Karl VIII:s efterträdare på tronen, Ludvig XII, förmådde Franciskus att stanna i Frankrike.
Franciskus av Paola avled den 2 april 1507 omgiven av ordensbröder. 1562 vandaliserade protestantiska hugenotter helgonets grav och brände hans kvarlevor. Katoliker kunde dock ta hand om benen, som vördas som reliker i ordens kyrkor.

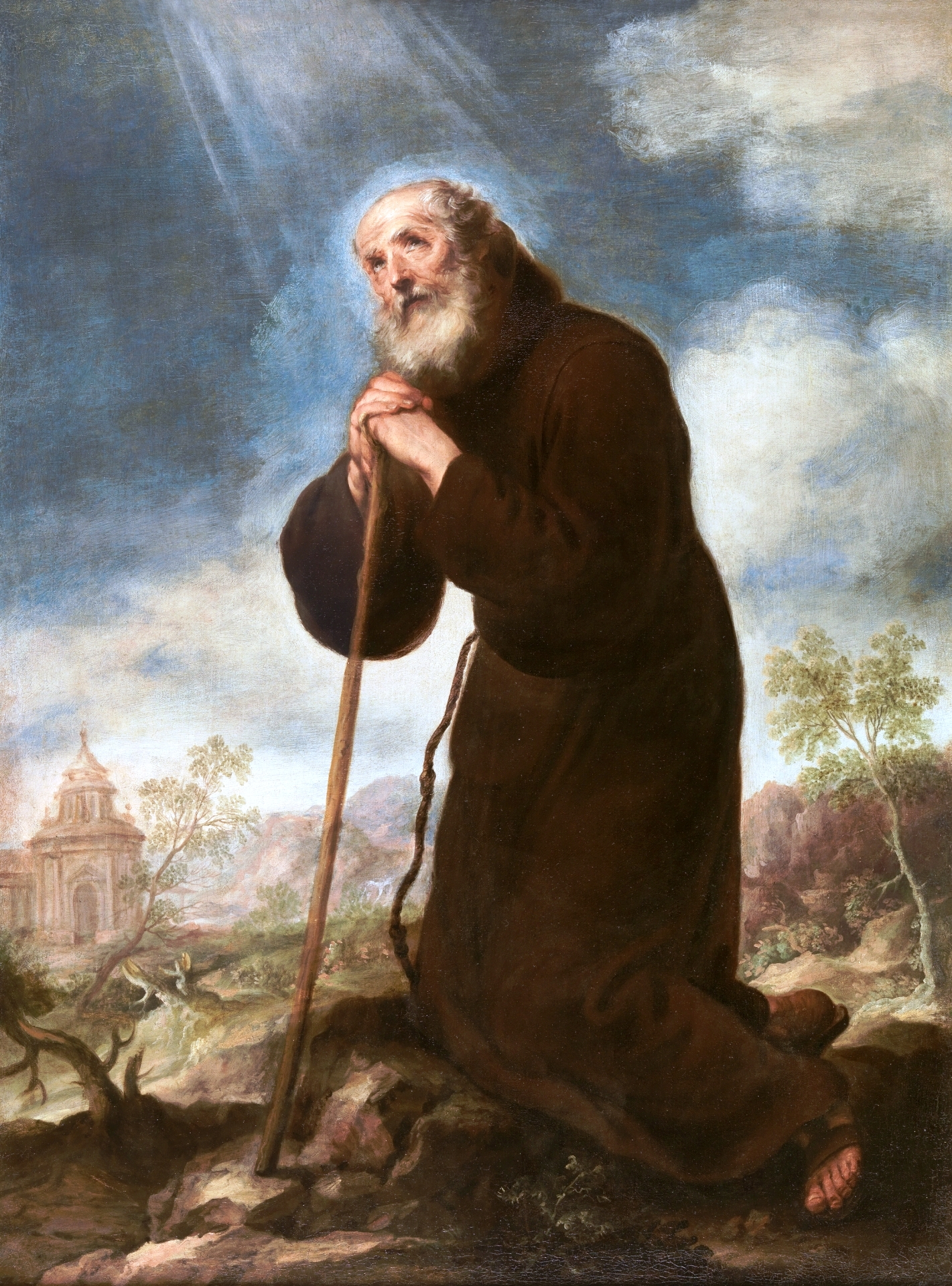
Franciskus av Paola

## Översättning
Den här artikeln är helt eller delvis baserad på material från italienskspråkiga Wikipedia.